# Gringo, o Último Matador
Gringo, o Último Matador é um filme brasileiro de 1972 dirigido por Tony Vieira.
Trata-se da estreia de Tony Vieira na direção. As filmagens foram realizadas numa fazenda em Sabaúna (Moji das Cruzes).
O filme chegou a ser distribuído com um segundo título, Gringo, o Matador Erótico.

## Sinopse
Rapaz foge com a filha de um casal assassinado por seu pai, chefe de um bando, atraindo a perseguição deste.

## Elenco
Em ordem de abertura
- Tony Vieira .... Jack
- Edward Freund .... Gringo
- Claudete Joubert .... Ana
- Heitor Gaiotti .... Cara de Gato
- Araken Saldanha .... Ortega
- Astrogildo Filho .... bandoleiro
- Rosalvo Caçador .... bandoleiro
- Dana Gagenski
- Francisco de Assis Soares
- José Mateus Lopes
- Coriolano Rodrigo
- Lino Perachi
- Walter Wanni
- Marli Rangel
- Marina Campos
- Otávio Matias
- Ubirajara da Gama
- Jean Silva
- Alberto Balla
- Castor Guerra
- Luís Artur Saldanha
- Benedito Minaro
- Paulo Nani
- Iragildo Mariano Sobrinho
- Cacilda Fernandes
- Índio Aua
- Lino Peracchi
- Mário Paulo Ferreira
- Adílson Hempe
- Marilene Paschalis
- Nicanor de Oliveira
- Virgílio Roveda
- José Carlos Lampa
- Benedito Urbano Santos
- Alcilio Custódio de Oliveira
- Antônio Vasques
- Norma Alves
- Maria Fernanda de Siqueira
- Mara Ramos
- Inezina Kontis
- Janete de Souza Lima
- M. Gajewski

Participação especial
- Carlos Reichenbach
- José Júlio Spiewak
- Rosa de Maio